# Ossian Bonnet
Pour les articles homonymes, voir Bonnet.
Ossian Bonnet, né le 22 décembre 1819 à Montpellier et mort le 22 juin 1892 à Paris 5e, est un mathématicien français.
Bonnet a accompli d'importantes contributions en géométrie différentielle des surfaces, où il a notamment donné son nom à la formule de Gauss-Bonnet.

## Biographie
Entré, après de brillantes études au collège de sa ville natale, à l’École polytechnique, le 1er novembre 1838, il en sort dans les premiers de sa promotion. Nommé aux Ponts et Chaussées, il renonce bientôt à sa carrière d’ingénieur pour se consacrer à l’enseignement et à l’étude des mathématiques.
Sans autre position officielle que celle de répétiteur à l’École Polytechnique (1844), il est obligé d’assurer ses revenus par des missions dans l’enseignement libre, il occupe ses rares moments de loisir à composer des Mémoires. Longtemps confiné dans les fonctions d’ordre secondaire, répétiteur de Géométrie descriptive à l’École Polytechnique, en 1844, puis répétiteur d’analyse, il publie, de 1844 à 1861, nombre de mémoires relatifs à la théorie des surfaces, sur les séries et les intégrales définies, dont un a été couronné, le 15 décembre 1849, par l’Académie de Bruxelles. 
Ce n’est qu’en 1861, qu’il est nommé examinateur d’admission, fonction qu’il occupera jusqu’en 1869. La même année, il concourt à l’Académie des sciences pour le grand prix de mathématiques, sur le sujet de la théorie de la déformation des surfaces, sur lequel il avait déjà effectué des recherches, mais échoue face à Edmond Bour.
L’année suivante, la mort de Jean-Baptiste Biot le met de nouveau en compétition avec Bour pour son siège dans la section de Géométrie à l’Académie. Plus heureux que l’année précédente, il l’emporte et, à partir de cette époque, sera appelé à occuper les positions scientifiques les plus importantes et les plus recherchées.
En 1868, il échange ses fonctions d’examinateur d’admission à l’École contre celles d’examinateur de sortie. En 1872, il est nommé directeur d’études à l’École Polytechnique, suppléant Michel Chasles dans le cours de Géométrie supérieure et maitre de conférences à l’École Normale (1868). En 1878, il succède à Urbain Le Verrier dans la chaire d’astronomie physique à la faculté des sciences de Paris. Pendant toute cette période il a été chargé de l’enseignement de la géométrie descriptive à l’École des Beaux-Arts.
En 1877, l’Académie des sciences de Göttingen le nomme membre correspondant. Enfin, en 1883, ses importants travaux sur la figure de la terre et les cartes géographiques lui ont valu de succéder, comme représentant de l’Académie des sciences, à Liouville, au Bureau des Longitudes.
Après plusieurs travaux sur les séries et les intégrales définies, Bonnet s’est tourné vers la géométrie différentielle. C'est à lui qu’on doit l’introduction de la notion de courbure géodésique et la publication d’une première version de la formule de Gauss-Bonnet, déjà relevée par Gauss.

## Ouvrages
- Démonstration nouvelle de deux théorèmes de Mr Bertrand, Paris, Gauthier-Villars, 1883, 4 p., in-4º (OCLC 1254571404, lire en ligne sur Gallica).
- Leçons de mécanique élémentaire à l’usage des candidats à l’École polytechnique et à l’École normale supérieure, Paris, Mallet-Bachelier, 1858, x-272 p., fig. ; in-8º (lire en ligne sur Gallica).